# 丝毛木蓝
丝毛木蓝（学名：Indigofera sericophylla），为豆科木蓝属下的一个植物种。